# 自由診療
自由診療（じゆうしんりょう）とは、公的医療保険（健康保険、国民健康保険、後期高齢者医療制度）が適用されない診療のこと。保険診療と対になる診療である。診療を受ける者と、診療を行う医療機関との間で自由に個別の契約を行い、その契約に基づいて行われる診療である。

## 概要
医療機関での診療方法は、保険診療と自由診療の2つがある。日本の医療制度では、厚生労働省の定義によれば「一連の医療行為において、保険診療と保険外診療の併用」を混合診療とし、これについては原則として認められていない。例外的に「評価療養」や「選定療養」として保険外併用が許可されている場合を除き、保険外の医療行為を含む場合は、当該一連の診療全体が自由診療として整理される。
厚生労働省が承認していない治療や薬を使用する場合などの自由診療では、公的医療保険や診療報酬は適用されず、エビデンスや安全性の確立されていない最先端の治療を受けようとする場合や、ワクチンの予防接種、健康診断や人間ドック、交通事故や労働災害での治療、歯科で患者側の希望により新素材の材料を使う場合、医師が推奨する独自の検査法や治療法は、病院やクリニックが値段を決めた全額自費負担の診療となる。
特にがん治療で、日本未承認の抗がん剤を使用する場合には、保険適用にならず全額自己負担になる。抗がん剤は日進月歩に開発が行われ、世界で承認され実績があっても、日本では承認されない場合や、承認されるまで特に時間がかかる場合が多い。
また、漢方治療の多くは、診療報酬で賄われるが、保険診療で使用できる病名が限られているため、病名が診療報酬に適応しない場合がある。そのため、専門的漢方薬は自由診療になる。また疾病ではない分娩も自由診療である。その他、形成外科で健康上の理由以外で行われる美容整形外科も自由診療である。
自由診療では、未認可医薬品や保険適応外の医薬品や治療は、ドラッグ・ラグにより代替治療が行われる場合が多い。未認可医薬品は、個人輸入によっている。または、医師が自ら輸入し、これを患者に投与する自由診療で使用する。診療や処方や薬剤に要する費用は、患者の全額負担であり、診療報酬や調剤報酬に拘束されないため、医療機関で価格を自由に設定できる。
一方、保険診療では公的医療保険が適用され、疾患の標準治療になるため、厚生労働省が定めた診療報酬の公的価格により、自己負担金は3割で、さらに高額療養費制度により、月額の上限負担金を超えた部分は、保険者から金銭の払い戻しが受けられるため、治療費が際限なく膨らむことは無い。